# Associazione Calcio Torino 1968-1969
Questa voce raccoglie le informazioni riguardanti l'Associazione Calcio Torino nelle competizioni ufficiali della stagione 1968-1969.

## Società
Area direttiva
- Presidente: Orfeo Pianelli
- Segretari': Giuseppe Bonetto

Area tecnica
- Allenatore: Edmondo Fabbri
- Allenatore in seconda: Eugenio Fantini

Area sanitaria
- Medico sociale: Cesare Cattaneo
- Massaggiatore: Bruno Colla

## Rosa
| N. |                   | Ruolo | Calciatore        |
| -- | ----------------- | ----- | ----------------- |
|    | Italia (bandiera) | P     | Franco Sattolo    |
|    | Italia (bandiera) | P     | Lido Vieri        |
|    | Italia (bandiera) | D     | Angelo Cereser    |
|    | Italia (bandiera) | D     | Umberto Depetrini |
|    | Italia (bandiera) | D     | Natalino Fossati  |
|    | Italia (bandiera) | D     | Fabrizio Poletti  |
|    | Italia (bandiera) | D     | Giorgio Puia      |
|    | Italia (bandiera) | D     | Mario Trebbi      |
|    | Italia (bandiera) | D     | Giuseppe Unere    |
|    | Italia (bandiera) | C     | Aldo Agroppi      |
|    | Italia (bandiera) | C     | Bruno Bolchi      |

| N. |                    | Ruolo | Calciatore                 |
| -- | ------------------ | ----- | -------------------------- |
|    | Italia (bandiera)  | C     | Renzo Corni                |
|    | Italia (bandiera)  | C     | Sandro Crivelli            |
|    | Italia (bandiera)  | C     | Giorgio Ferrini (capitano) |
|    | Italia (bandiera)  | C     | Giambattista Moschino      |
|    | Italia (bandiera)  | C     | Rosario Rampanti           |
|    | Italia (bandiera)  | A     | Pietro Baisi               |
|    | Italia (bandiera)  | A     | Alberto Carelli            |
|    | Francia (bandiera) | A     | Nestor Combin              |
|    | Italia (bandiera)  | A     | Carlo Facchin              |
|    | Italia (bandiera)  | A     | Emiliano Mondonico         |
|    | Italia (bandiera)  | A     | Paolino Pulici             |

## Calciomercato
| Acquisti | Acquisti           | Acquisti   | Acquisti      |
| R.       | Nome               | da         | Modalità      |
| -------- | ------------------ | ---------- | ------------- |
| D        | Umberto Depetrini  | Livorno    | fine prestito |
| D        | Giuseppe Unere     | Catania    | fine prestito |
| A        | Emiliano Mondonico | Cremonese  | definitivo    |
| A        | Giovanni Quadri    | Solbiatese | definitivo    |

| Cessioni | Cessioni       | Cessioni | Cessioni   |
| R.       | Nome           | a        | Modalità   |
| -------- | -------------- | -------- | ---------- |
| D        | Luciano Limena | Catania  | definitivo |
| C        | Rubens Merighi | Modena   | definitivo |
| A        | Enrico Albrigi | Livorno  | definitivo |

## Risultati

### Serie A

#### Girone di andata
| Arbitro: | Branzoni (Pavia) |

|               |           |  |
| Mondonico 71’ | Marcatori |  |

| Arbitro: | Carminati (Milano) |

|           |           |             |
| Salvi 57’ | Marcatori | 76’ Facchin |

| Torino 13 ottobre 1968, ore 15:00 UTC+1 3ª giornata | Torino          | 0 – 0 | Lanerossi Vicenza | Stadio Comunale\| Arbitro: \| Acernese (Roma) \| |
| Arbitro:                                            | Acernese (Roma) |       |                   |                                                  |

| Arbitro: | Michelotti (Parma) |

|                               |           |  |
| Bui 5’ Mazzanti 27’ Maddè 72’ | Marcatori |  |

| Torino 3 novembre 1968, ore 14:30 UTC+1 5ª giornata | Torino        | 0 – 0 | Napoli | Stadio Comunale\| Arbitro: \| Motta (Monza) \| |
| Arbitro:                                            | Motta (Monza) |       |        |                                                |

| Arbitro: | Vacchini (Milano) |

|                |           |  |
| Bercellino 39’ | Marcatori |  |

| Arbitro: | Lo Bello (Siracusa) |

|            |           |                            |
| Combin 57’ | Marcatori | 3’ Menichelli 88’ Anastasi |

| Arbitro: | Toselli (Cormons) |

|          |           |  |
| Riva 90’ | Marcatori |  |

| Arbitro: | Sbardella (Roma) |

|                                 |           |           |
| Miniussi 11’ (aut.) Facchin 22’ | Marcatori | 50’ Corso |

| Arbitro: | Lattanzi (Roma) |

|                                             |           |             |
| Nastasio 17’ Clerici 40’ (rig.) Incerti 81’ | Marcatori | 83’ Agroppi |

| Torino 15 dicembre 1968, ore 14:30 UTC+1 11ª giornata | Torino              | 0 – 0 | Fiorentina | Stadio Comunale (26.512 spett.)\| Arbitro: \| Francescon (Padova) \| |
| Arbitro:                                              | Francescon (Padova) |       |            |                                                                      |

| Arbitro: | Sbardella (Roma) |

|            |           |  |
| Rosato 88’ | Marcatori |  |

| Arbitro: | Barbaresco (Cormons) |

|                             |           |  |
| Combin 19’, 36’ Facchin 73’ | Marcatori |  |

| Arbitro: | Francescon (Padova) |

|                  |           |              |
| Fossati 78’, 78’ | Marcatori | 71’ Leonardi |

| Arbitro: | Angonese (Mestre) |

|           |           |                             |
| Peiró 87’ | Marcatori | 30’, 80’ Combin 50’ Carelli |

#### Girone di ritorno
| Arbitro: | Motta (Monza) |

|                       |           |             |
| Mascalaito 85’ (rig.) | Marcatori | 36’ Ferrini |

| Arbitro: | Branzoni (Pavia) |

|                        |           |  |
| Facchin 38’ Combin 46’ | Marcatori |  |

| Arbitro: | Vacchini (Milano) |

|              |           |             |
| Tumburus 32’ | Marcatori | 43’ Carelli |

| Arbitro: | Giunti (Arezzo) |

|                                                          |           |  |
| Ferrini 11’ Facchin 38’ Batistoni 49’ (aut.) Agroppi 82’ | Marcatori |  |

| Napoli 2 marzo 1969, ore 15:00 UTC+1 20ª giornata | Napoli             | 0 – 0 | Torino | Stadio San Paolo (65.177 spett.)\| Arbitro: \| Carminati (Milano) \| |
| Arbitro:                                          | Carminati (Milano) |       |        |                                                                      |

| Arbitro: | Possagno (Treviso) |

|                                       |           |                       |
| Poletti 46’, 60’ (rig.) Depetrini 82’ | Marcatori | 56’ (rig.) Pellizzaro |

| Torino 16 marzo 1969, ore 15:00 UTC+1 22ª giornata | Juventus           | 0 – 0 | Torino | Stadio Comunale (60.066 spett.)\| Arbitro: \| Carminati (Milano) \| |
| Arbitro:                                           | Carminati (Milano) |       |        |                                                                     |

| Torino 23 marzo 1969, ore 15:00 UTC+1 23ª giornata | Torino                       | 0 – 0 | Cagliari | Stadio Comunale (35.944 spett.)\| Arbitro: \| De Robbio (Torre Annunziata) \| |
| Arbitro:                                           | De Robbio (Torre Annunziata) |       |          |                                                                               |

| Arbitro: | Monti (Ancona) |

|                                 |           |                        |
| Facchetti 4’ Bertini 49’ (rig.) | Marcatori | 7’ Pulici 77’ Moschino |

| Arbitro: | Genel (Trieste) |

|                                    |           |            |
| Poletti 8’ Rampanti 69’ Combin 88’ | Marcatori | 71’ Tiberi |

| Firenze 20 aprile 1969, ore 15:30 UTC+1 26ª giornata | Fiorentina          | 0 – 0 | Torino | Stadio Comunale (35.500 spett.)\| Arbitro: \| Francescon (Padova) \| |
| Arbitro:                                             | Francescon (Padova) |       |        |                                                                      |

| Arbitro: | Sbardella (Roma) |

|             |           |  |
| Cereser 17’ | Marcatori |  |

| Arbitro: | Carminati (Milano) |

|                         |           |  |
| Mujesan 11’ Savoldi 67’ | Marcatori |  |

| Arbitro: | De Robbio (Torre Annunziata) |

|               |           |  |
| Tamborini 20’ | Marcatori |  |

| Arbitro: | Gussoni (Tradate) |

|                 |           |  |
| Fossati 7’, 62’ | Marcatori |  |

### Coppa Italia

#### Girone eliminatorio
| Arbitro: | Lattanzi (Roma) |

|  |           |                                        |
|  | Marcatori | 12’ Moschino 80’ Facchin 86’ Mondonico |

| Arbitro: | Monti (Ancona) |

|                             |           |                                            |
| Puia 17’ (aut.) Braglia 29’ | Marcatori | 50’ Mondonico 78’ Fossati 81’, 87’ Facchin |

| Arbitro: | Di Tonno (Lecce) |

|                                   |           |         |
| Moschino 38’ (rig.) Mondonico 50’ | Marcatori | 73’ Bui |

#### Quarti di finale
| Arbitro: | Angonese (Mestre) |

|            |           |  |
| Bolchi 88’ | Marcatori |  |

| Arbitro: | Di Tonno (Lecce) |

|  |           |             |
|  | Marcatori | 61’ Fossati |

#### Girone finale
| Arbitro: | Gussoni (Tradate) |

|                         |           |                     |
| Carelli 60’ Ferrini 64’ | Marcatori | 2’ Nuti 35’ Camozzi |

| Arbitro: | Francescon (Padova) |

|                               |           |                          |
| Poletti 2’ (rig.), 83’ (rig.) | Marcatori | 13’ Scaratti 46’ D'Amato |

| Arbitro: | De Robbio (Torre Annunziata) |

|                      |           |  |
| Riva 48’ Longoni 89’ | Marcatori |  |

| Arbitro: | Monti (Ancona) |

|                       |           |                                |
| Nocera 54’ Maioli 83’ | Marcatori | 12’ (rig.) Poletti 53’ Facchin |

| Roma 25 giugno 1969, ore 20:45 UTC+2 5ª giornata | Roma            | 0 – 0 | Torino | Stadio Olimpico\| Arbitro: \| Genel (Trieste) \| |
| Arbitro:                                         | Genel (Trieste) |       |        |                                                  |

| Arbitro: | Giunti (Arezzo) |

|                    |           |                       |
| Zignoli 63’ (aut.) | Marcatori | 27’ Riva 53’ Brugnera |

### Coppa delle Coppe
| Arbitro: | Gugulovic |

|             |           |  |
| Shaqiri 46’ | Marcatori |  |

| Arbitro: | Krnavek |

|                                       |           |           |
| Carelli 22’ Facchin 28’ Mondonico 58’ | Marcatori | 85’ Bajko |

| Arbitro: | Saldanha Ribeiro |

|  |           |          |
|  | Marcatori | 54’ Jokl |

| Arbitro: | Schiller |

|                          |           |             |
| Horváth 26’ Hlavenka 62’ | Marcatori | 89’ Carelli |

## Statistiche

### Statistiche di squadra
| Competizione      | Punti | In casa | In casa | In casa | In casa | In casa | In casa | In trasferta | In trasferta | In trasferta | In trasferta | In trasferta | In trasferta | Totale | Totale | Totale | Totale | Totale | Totale | DR  |
| Competizione      | Punti | G       | V       | N       | P       | Gf      | Gs      | G            | V            | N            | P            | Gf           | Gs           | G      | V      | N      | P      | Gf     | Gs     | DR  |
| ----------------- | ----- | ------- | ------- | ------- | ------- | ------- | ------- | ------------ | ------------ | ------------ | ------------ | ------------ | ------------ | ------ | ------ | ------ | ------ | ------ | ------ | --- |
| Serie A           | 33    | 15      | 10      | 4       | 1       | 24      | 5       | 15           | 1            | 7            | 7            | 9            | 19           | 30     | 11     | 11     | 8      | 33     | 24     | +9  |
| Coppa Italia      | -     | 5       | 2       | 2       | 1       | 8       | 7       | 6            | 3            | 2            | 1            | 10           | 6            | 11     | 5      | 4      | 2      | 18     | 13     | +5  |
| Coppa delle Coppe | -     | 2       | 1       | 0       | 1       | 3       | 2       | 2            | 0            | 0            | 2            | 1            | 3            | 4      | 1      | 0      | 3      | 4      | 5      | -1  |
| Totale            | -     | 22      | 13      | 6       | 3       | 35      | 14      | 23           | 4            | 9            | 10           | 20           | 28           | 45     | 17     | 15     | 13     | 55     | 42     | +13 |

### Statistiche dei giocatori
| Giocatore    | Serie A  | Serie A | Coppa Italia | Coppa Italia | Coppa delle Coppe | Coppa delle Coppe | Totale   | Totale |
| Giocatore    | Presenze | Reti    | Presenze     | Reti         | Presenze          | Reti              | Presenze | Reti   |
| ------------ | -------- | ------- | ------------ | ------------ | ----------------- | ----------------- | -------- | ------ |
| A. Agroppi   | 29       | 2       | 9            | 0            | 3                 | 0                 | 41       | 2      |
| P. Baisi     | 1        | 0       | 0            | 0            | 1                 | 0                 | 2        | 0      |
| B. Bolchi    | 14       | 0       | 5            | 1            | 3                 | 0                 | 22       | 1      |
| A. Carelli   | 26       | 2       | 6            | 1            | 4                 | 2                 | 36       | 5      |
| A. Cereser   | 24       | 1       | 10           | 0            | 4                 | 0                 | 38       | 1      |
| N. Combin    | 29       | 7       | 8            | 0            | 3                 | 0                 | 40       | 7      |
| R. Corni     | 8        | 0       | 2            | 0            | 2                 | 0                 | 12       | 0      |
| S. Crivelli  | 6        | 0       | 3            | 0            | 0                 | 0                 | 9        | 0      |
| U. Depetrini | 7        | 1       | 5            | 0            | 0                 | 0                 | 12       | 1      |
| C. Facchin   | 24       | 5       | 9            | 4            | 4                 | 1                 | 37       | 10     |
| G. Ferrini   | 18       | 2       | 11           | 1            | 3                 | 0                 | 32       | 3      |
| N. Fossati   | 28       | 4       | 6            | 2            | 4                 | 0                 | 38       | 6      |
| E. Mondonico | 5        | 1       | 7            | 3            | 3                 | 1                 | 15       | 5      |
| G. Moschino  | 24       | 1       | 10           | 2            | 4                 | 0                 | 38       | 3      |
| F. Poletti   | 25       | 3       | 10           | 3            | 3                 | 0                 | 38       | 6      |
| G. Puia      | 30       | 0       | 11           | 0            | 4                 | 0                 | 45       | 0      |
| P. Pulici    | 6        | 1       | 5            | 0            | 0                 | 0                 | 11       | 1      |
| R. Rampanti  | 5        | 1       | 0            | 0            | 0                 | 0                 | 5        | 1      |
| F. Sattolo   | 7        | -3      | 4            | -4           | 1                 | -2                | 12       | -9     |
| M. Trebbi    | 9        | 0       | 1            | 0            | 1                 | 0                 | 11       | 0      |
| G. Unere     | 1        | 0       | 0            | 0            | 0                 | 0                 | 1        | 0      |
| L. Vieri     | 24       | -21     | 7            | -9           | 4                 | -3                | 35       | -33    |

## Giovanili

### Piazzamenti
- Primavera:
  - Campionato: ? (Serie A)